# Универзитет у Оксфорду
Универзитет у Оксфорду (лат. Universitas Oxoniensis, енгл. University of Oxford, неформално Oxford University, Oxford) је државни универзитет у Оксфорду у јужној Енглеској. То је најстарији универзитет у англофонском свету. Универзитет се састоји од 39 независних колеџа и пет сталних приватних верских школа (са статусом испод статуса колеџа).
Датум оснивања универзитета није лако утврдити, али постоје сведочанства да се тамо одвијала настава још у 11. веку. Универзитет се нагло развио почев од 1167, када је енглеским студентима забрањено похађање наставе на Универзитету у Паризу. После сукоба између студената и локалног народа 1209, неки од професора су побегли на северозапад у град Кембриџ, где су основали Универзитет у Кембриџу. Од тог времена су ова два универзитета велики ривали.
Године 2007. Универзитет је располагао са 3,6 милијарде фунти Имао је 19.486 студената, од чега 7.380 постдипломаца.
Мото универзитета је: Dominus Illuminatio Mea, што на латинском значи: „Господ је моје светло“.
Један од колеџа који се овде налазе је Њу Колеџ.